# Oban

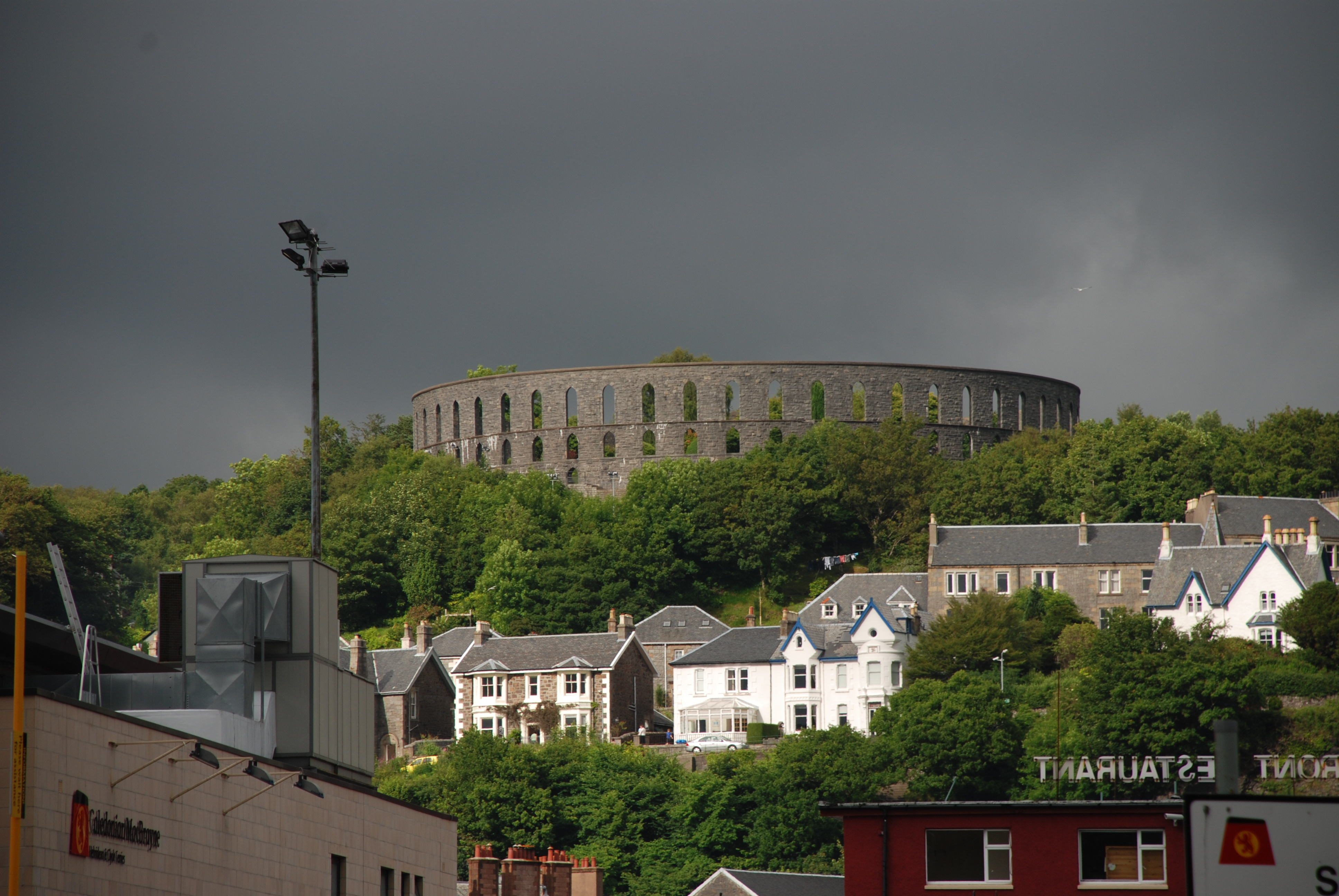
McCaig's Tower.

Oban (skotsk gaeliska: an t-Òban; Den lilla viken) är en tätort i landskapet Argyll and Bute i Skottland. Orten har 8 120 invånare. Under turistsäsong kan orten ha upp till 25 000 invånare. Orten är främst känd för sitt whiskymärke Oban och St. Columba-katedralen.
I Oban, som också kallas "The Gateway to the Isles", talar 9,4 % av invånarna skotsk gaeliska (2006).
Obans silhuett domineras av McCaig's Tower, en byggnad som uppfördes 1897–1902 i dekorativt syfte.